# IC 3044
IC 3044 ist eine Balken-Spiralgalaxie vom Hubble-Typ SBc im Sternbild Haar der Berenike am Nordsternhimmel. Sie ist schätzungsweise 57 Millionen Lichtjahre von der Milchstraße entfernt. Unter der Katalognummer VCC 67 wird sie als Mitglied des Virgo-Galaxienhaufens gelistet.
Das Objekt wurde am 22. November 1900 von Arnold Schwassmann entdeckt.